# 保科李沙
保科 李沙（日语：／ Hoshina Risa，1995年8月2日—）是埼玉縣出身的日本女性聲優，曾用名久保田 梨沙（日语：／ Kubota Risa）。

## 人物经历
2015年出道，开始声优活动。此时为Mausu Promotion所屬。
2023年7月31日宣佈退出聲優行業。
2025年3月25日，以「保科李沙」名義重新開始聲優活動。现为WAVE MASTER INC.所属。

## 演出作品
粗體字為主要角色。

### 電視動畫
2016年
- 偶像學園STARS！（御堂真由、柏崎芽依、工作人員、歌組）
- 灼熱的桌球娘（裁判）

2017年
- 偶像學園STARS！（桃井心、玉川陽鞠、女孩、歌組學生）
- 秋葉原之旅 -THE ANIMATION-（女僕A）
- 咕嚕咕嚕魔法陣（妖精A、畢畢克）
- 此花綺譚（蓮[5]）
- 動畫同好會（主持人、網球社成員）

2018年
- POP TEAM EPIC（幼女）
- Fate/EXTRA Last Encore（女學生）
- 偶像學園Friends！（歌迷）
- 魔法少女網站（小內鈴香）
- 茜色少女（大久保大地）
- 梅露可物語 -無精打采的少年與瓶中少女-（查查）

2019年
- 同居人是貓（弟2）
- 我們真的學不來！（女學生C）
- 為了女兒，我說不定連魔王都能幹掉。（薩比達）
- 星合之空（女學生）

2020年
- 偶像學園 on Parade！（桃井心）
- 輝夜姬想讓人告白？～天才們的戀愛頭腦戰～（選舉委員）
- Lapis Re:LiGHTs（洛賽塔[6]）
- 滿溢的水果塔（關野露子）
- 我立於百萬生命之上（新堂衣宇）
- 眾神眷顧的男人（卡爾菈）

2021年
- 花樣滑冰Stars（小孩）
- 暮蟬悲鳴時業（學生）
- 關於我轉生變成史萊姆這檔事 轉生史萊姆日記（アキナ）
- 卡片戰鬥!! 先導者 overDress（マイ）
- 境界戰機（麻美的母親）

2022年
- 秘密內幕～女警的反擊～（女）
- 擅長捉弄人的高木同學3（女性A）
- 卡片戰鬥!! 先導者 will+Dress（マイ）

2023年
- 眾神眷顧的男人2（卡爾菈[7]）
- 關於我在無意間被隔壁的天使變成廢柴這件事（女學生）
- 妖幻三重奏（女子）
- 和山田談場Lv999的戀愛（女高中生）
- 絆之Allele（鎧甲兔緹）

### 劇場動畫
- 劇場版 偶像學園Stars！（桃井こころ）

### 網路動畫
2016年
- 星之夢

### 遊戲
2015年
- 十字召喚師（茜）
- Sid Story（摩根、腓力）

2016年
- Akashic Re:cords（日语：アカシックリコード）（愛）
- PSYCHO-PASS 無法抉擇的幸福
- 12歲。～戀愛 Diary～（女孩）
- 魔女異聞錄：伊絲塔利亞傳說（退廢的蜘蛛阿特拉克納克亞、初夏的女海賊葛蕾絲）
- 天空艦隊（塞爾克）
- Wonder Oracle（美帝以實瑪利、豪膽的德瑞克、假面的鮑德溫四世）

2017年
- Aerial Legends（淺間此葉、愛麗絲）
- 感染×少女（緋鍵峰雫[8]）
- 問答RPG 魔法使與黑貓維茲（鉈屋·由亞、茜）
- 魔女異聞錄：伊絲塔利亞傳說（發明女王狄更生）
- BLUE REFLECTION 幻舞少女之劍
- 編隊少女（葉卡捷琳娜·波露帕諾娃[9]）
- 城姬Quest（日语：城姫クエスト）（向羽黑山城[10]）

2018年
- 天華百劍-斬-（八丁念仏）
- 碧海晴空、彼岸相連（Q太郎）
- 藤泽 柚子（音击）

2019年
- 怪物彈珠（普賢）

2020年
- 閃耀幻想曲（關野露子）

2021年
- Re:Stage!節奏舞步（關野露子）
- 薑餅人王國（甜菜餅乾）
- Lapis Re：LiGHTs ～這個世界的偶像會用魔法～（洛賽塔[11]）

2022年
- 明日方舟（子月）

### 其他
2017年
- 溫泉女孩（玉名滿美[12]）

## 外部連結
- 事務所官方簡介 （页面存档备份，存于）（日語）
- 保科李沙的X（前Twitter）（日語）